# We Are One (singel Wild Youth)
We Are One – singel irlandzkiego zespołu Wild Youth, wydany cyfrowo 27 stycznia 2023 roku. Piosenkę napisali Conor O'Donohoe, Ed Porter i Jörgen Elofsson.
W lutym 2023 kompozycja zwyciężyła w finale programu Eurosong 2023, dzięki czemu będzie reprezentować Irlandię w 67. Konkursie Piosenki Eurowizji w Liverpoolu. Frontman zespołu, Conor O'Donohoe, powiedział, że piosenka jest inspirowana misją, jaką Konkurs Piosenki Eurowizji przynosi jedności Europie, mając nadzieję, że piosenka wypełni ludzi jednością i pokojem.

## Lista utworów
| Digital download / media strumieniowe | Digital download / media strumieniowe | Digital download / media strumieniowe |
| Nr                                    | Tytuł utworu                          | Długość                               |
| ------------------------------------- | ------------------------------------- | ------------------------------------- |
| 1.                                    | „We Are One”                          | 3:03                                  |

## Notowania na listach przebojów
| Kraj     | Notowanie (2023) | Najwyższa pozycja |
| -------- | ---------------- | ----------------- |
| Irlandia | IRMA             | 93                |